# Arabische Bischofskonferenz
Die Konferenz der lateinischen Bischöfe der arabischen Regionen (französisch Conférence des Evêques Latins dans les Régions Arabes, CELRA; lateinisch Conferentia Episcoporum Latinorum Regionum Arabicarum; arabisch مجلس الأساقفة اللاتين في البلدان العربية, DMG Maǧlis al-Asāqifa al-Lātīn fi 'l-Buldān al-ʿArabīya, kurz: Arabische Bischofskonferenz), gegründet 1967, ist ein Zusammenschluss der römisch-katholischen Bischöfe des lateinischen Ritus im Nahen Osten auf der arabischen Halbinsel und in Ostafrika. Sitz der Organisation ist Jerusalem.
Der Bischofskonferenz gehören die lateinischen Diözesanbischöfe sowie ihnen gleichgestellten Ortsordinarii in Ägypten, Dschibuti, Irak, Israel, Kuwait, Libanon, den Palästinensischen Autonomiegebieten, Somalia, Syrien, den Vereinigten Arabischen Emiraten und Zypern an. Somalia und Dschibuti sind auch assoziierte Mitglieder der Vereinigung der Bischofskonferenzen Ostafrikas.
In der Region sind die Strukturen der Lateinischen Kirche nur schwach ausgeprägt und durch die fehlende kirchliche Hierarchie unterstehen alle Diözesen direkt dem Heiligen Stuhl (Exemtion). Daher sind die wenigen lateinischen Ordinarii in der arabischen Welt nicht in nationalen Bischofskonferenzen organisiert, sondern bilden gemeinsam eine internationale Bischofskonferenz. Wesentlich stärker sind die katholischen Ostkirchen verbreitet, die in dieser Region ihren Ursprung haben. Die ostkirchlichen Bischöfe sind in mehreren Versammlungen organisiert.

## Diözesen
| exempt                                       | exempt                                    |
| Vorderasien (Südwestasien)                   | Vorderasien (Südwestasien)                |
| -------------------------------------------- | ----------------------------------------- |
| Lateinisches Patriarchat von Jerusalem       | Israel, Jordanien, Palästina, Zypern      |
| Erzbistum Bagdad                             | Irak                                      |
| Apostolisches Vikariat Aleppo                | Syrien                                    |
| Apostolisches Vikariat Beirut                | Libanon                                   |
| Apostolisches Vikariat Nördliches Arabien    | Bahrain, Katar, Kuwait, Saudi-Arabien     |
| Apostolisches Vikariat Südliches Arabien     | Vereinigte Arabische Emirate, Jemen, Oman |
| Nordafrika                                   |                                           |
| Apostolisches Vikariat Alexandria in Ägypten | Ägypten                                   |
| Ostafrika                                    |                                           |
| Bistum Dschibuti                             | Dschibuti                                 |
| Bistum Mogadischu                            | Somalia                                   |

## Vorsitzende
1. 1965–1970 Alberto Gori OFM, Lateinischer Patriarch von Jerusalem
2. 1970–1987 Giacomo Beltritti, Lateinischer Patriarch von Jerusalem
3. 1987–2008 Michel Sabbah, Lateinischer Patriarch von Jerusalem
4. 2008–2016 Fouad Twal, Lateinischer Patriarch von Jerusalem
5. 2016–2017 Giuseppe Lazzarotto, Titularerzbischof von Numana
6. seit 2017 Pierbattista Kardinal Pizzaballa OFM, Lateinischer Patriarch von Jerusalem (bis 2020 als Apostolischer Administrator des Patriarchats)